# Toni Lynn Washington
Toni Lynn Washington (Southern Pines, 1937. december 6. –), amerikai bluesénekesnő, dalszerző.

## Pályafutása
Az észak-karolinai Southern Pines-ban született. Az iskolában zenét tanult, amellett iskolai és egyházi kórusokban énekelt.
Hét Blues Music Award-jelölést kapott. 1997 óta 2003-ban végre kiadták negyedik CD-jét.

## Lemezei
- 1995: Blue at Midnight
- 1997: It's My Turn Now
- 2000: Good Things
- 2003: Been So Long

## Díjai, jelölései
- 2003, 2004, 2005: „Soul-Blues Female Performer of the Year” (jelölés)
- Korábban (?) „Album of the Year” (jelölés)
- 1999: Boston Blues Fesztivál – Életműdíj